# 蔡幸娟
蔡幸娟（1966年3月18日—），臺灣女歌手，兼擅華語流行音樂、台語流行音樂，皆有大量演唱專輯，亦擅演唱日語經典名曲，並以「三語體」演唱形式，發表數張多語主題專輯，其以國語、台語 、日語分段詮釋名曲，使不同語言的音樂特性得以同時鑑賞觀摩於同一曲目。「詮釋」「演繹」與「實演」，為其具體演唱呈現。 1980年出道時年僅十四歲，是最早台灣學生偶像歌手，擅長中國小調歌曲，有「小鄧麗君」、「中國娃娃」、「東方女孩」、「東方雲雀」、「小調歌后」等封號。曾二度入圍金曲獎最佳女演唱人。並有金馬獎最佳電影音樂歌曲獲獎原聲帶，及三度金鐘獎最佳歌唱綜藝獲獎紀錄。

## 生平
1966年3月18日，出生於臺南縣六甲鄉（今臺南市六甲區）。
1975年，9岁的蔡幸娟以一首《王昭君》夺得南部七县市歌唱大赛冠军奖杯。
1977年，就讀台南市六甲國民小學時即開始在臺南各家西餐廳走唱，負擔家計。
1980年8月，獲得當時台灣著名音樂人黃吉雄賞識，成為心聲唱片基本歌星；9月，國中二年級時推出第一張專輯《蔡幸娟東方雲雀》，並發表兩首填詞作品〈秋之分〉（〈暮情〉）、〈冬之鄉〉（〈鄉情〉）；《東方雲雀蔡幸娟》推出後第二週，〈夏之旅〉（〈走在鐵路旁〉）一曲登上華視《綜藝100》的〈流行歌曲暢銷排行榜〉冠軍。
1982年4月，首張正式在香港發行的專輯《忍耐》發行；同年出演林清介执导的学生电影《男女合班》，并演唱该电影主题曲《我们曾在一起》。
1983年1月，加盟美華德股份有限公司附設有聲出版部；8月，與吳靜嫻主唱台視連續劇《星星知我心》主題曲。同年为开拓香港市场，推出唱片《忍耐，大海》，并受邀在TVB《欢乐今宵》节目演唱歌曲《匆匆恋情》，在清谈资讯节目《香港早晨》中演唱《白浪千鸥》。
1984年8月，加盟光美文化。
1986年4月，發行國語專輯《楊貴妃》（電視劇《楊貴妃》原聲專輯）。同年推出《唐山过台湾》专辑，为电影《唐山过台湾》之电影原声带，此曲荣获该年金马奖最佳音乐歌曲。
1987年10月，加盟飛碟唱片，推出飛碟第一張國語專輯《卿卿呢語》，為電影《先生騙鬼》主題曲。
1988年10月，發行《神祕女郎》，同時在臺灣錄製第一張閩南語專輯《夢中夢》，譚健常製作。
1989年5月，發行《東方女孩》。
1990年，創辦中國娃娃音樂工作室，並出版第一張自製專輯《是雨還是你》。
1991年4月，推出《真的讓我愛你嗎》；8月，加盟新藝寶唱片。
1992年，在飛碟唱片陸續發行《秋涼如我心》及《別再傷心了好嗎》，收錄華視連續劇《意難忘》主題曲同名為《意難忘》及片尾曲《你在我心中最深的地方》。同年在專輯中，收錄中視連續劇《戲說乾隆》主題曲《問情》。
1993年，發行《半點東方心》，同年10月發行《相愛容易相處難》，並收錄《我心已許》，為中視瓊瑤八點檔連續劇《梅花三弄之水雲間》主題曲。
1994年9月，加盟福茂唱片，並發行《緣份》。
1995年5月，推出第二張個人閩南語專輯《姊妹》與新人江清蓉對唱，專輯中收錄《你惦在我心内尚深的所在》。
1996年11月，加盟藝能動音。
2002年11月，主持MUCH TV歌唱節目《南都夜曲》。
2003年2月14日，與綜藝節目製作人謝孔忠在拉斯維加斯結婚；7月，推出《真情》专辑；11月20日，與謝孔忠登記結婚，兩人育有一女謝方易「蛋蛋」。
2005年5月至2008年，與鄭進一合作主持八大第一台歌唱節目《臺灣望春風》，連續獲得三屆金鐘獎最佳歌唱綜藝獎及最佳歌唱綜藝節目獎。
2008年12月24日，與謝孔忠離婚，女兒謝方易由蔡幸娟獨自撫養。
2009年6月，在馬來西亞《君心知我心》雲頂演唱會演出。
2010年5月，在新加坡「三蔡一妃皇牌勁歌演唱會」中演出。
2012年11月，在豬哥亮主持的中視《萬秀豬王》節目中演出。
2013年5月，在新加坡《重聚11》演唱會演出。
2014年3月，在「藍寶石之夜」高凌風紀念演唱會演出。
2015年3月，在新加坡《走過歲月的歌》演唱會演出。

## 演唱風格
- 名唱片製作人黃國倫形容蔡幸娟的聲線是「與生俱來」、「天賦異稟」。[2]

- 曾為鄧麗君多首名曲填詞的莊奴說：「我聽過好多好多『小鄧麗君』，坦白的說在臺灣，在各地，除去蔡幸娟之外，沒有作第二人選。」[3]

- 蔡幸娟本人對演唱鄧麗君歌曲則說「其實聲音跟她有一點像，可是我用我的方式……比較沒有想要去特別模仿。」[4]

- 不同时期的蔡幸娟，总是能够展现不一样的风貌，带给人们不一样的惊喜。从《夏之旅》略带和式的云雀唱腔，到《中国娃娃》《杨贵妃》浓郁中国风，然后是《卿卿呢语》《星星知我心》的少女柔情，《东方女孩》出为女人的甜蜜，《是雨还是你》多变的唱腔，再到《再见·蔚蓝海岸》成熟女性美的韵味，一直到《真情》中庸温婉动人的歌声赋予情歌新生命，蔡幸娟自在游走于不同的曲风中，自有她自己的风格。[5]

## 專輯列表
| 發行日期       | 專輯名稱                                 | 發行公司                                     |
| -------------- | ---------------------------------------- | -------------------------------------------- |
| 1980年9月      | 東方雲雀蔡幸娟                           | 心聲唱片股份有限公司                         |
| 1981年1月      | 蔡幸娟之歌2：鄉村路上                    | 心聲唱片                                     |
| 1981年7月      | 蔡幸娟暢銷專輯3：黃毛丫頭                | 心聲唱片                                     |
| 1981年11月10日 | 蔡幸娟專輯4：雨天的約會                  | 心聲唱片                                     |
| 1981年12月     | 三聲帶獻唱1：冬戀                        | 心聲唱片                                     |
| 1982年1月1日   | 蔡幸娟暢銷專輯5：鬼臉娃娃                | 心聲唱片                                     |
| 1982年1月      | 鴻運當頭                                 |                                              |
| 1982年2月      | 三聲帶獻唱2：別了！朋友                  | 心聲唱片                                     |
| 1982年4月      | 忍耐                                     | 新藝寶唱片                                   |
| 1982年7月      | 蔡幸娟暢銷專輯6：晚霞中的女孩            | 心聲唱片                                     |
| 1982年12月     | 蔡幸娟專輯7：送你一瓶香水                | 心聲唱片                                     |
| 1983年1月      | 新春賀禧                                 |                                              |
| 1983年1月      | 三語一體3：夏威夷航路                    | 心聲唱片                                     |
| 1983年4月      | 蔡幸娟專輯1：變調的戀曲                  | 美華德股份有限公司附設有聲出版部             |
| 1983年5月      | 白浪千鷗                                 |                                              |
| 1983年8月      | 蔡幸娟專輯2：街頭上的獨行                | 美華德股份有限公司附設有聲出版部             |
| 1983年10月     | 三語一體1：原諒我吧心上人                |                                              |
| 1984年5月      | 三語一體2：媽媽歌星                      |                                              |
| 1984年10月     | 三語一體3：女性的哀怨                    |                                              |
| 1984年11月     | 蔡幸娟專輯1：中國娃娃                    | 光美文化事業                                 |
| 1985年3月      | 中國娃娃回想曲1                          | 光美文化事業                                 |
| 1985年9月      | 蔡幸娟專輯2：琵琶曲                      | 光美文化事業                                 |
| 1985年10月     | 在春天醒來                               | 新藝寶唱片                                   |
| 1986年1月      | 中國娃娃回想曲2                          | 光美文化事業                                 |
| 1986年3月      | 蔡幸娟專輯3：楊貴妃                      | 光美文化事業                                 |
| 1986年4月      | 楊貴妃（國語專輯）                       | 新藝寶唱片                                   |
| 1986年5月      | 中國娃娃回想曲3                          | 光美文化事業                                 |
| 1986年9月      | 詩意之旅                                 | 光美文化事業，為電影《唐山過臺灣》原聲帶     |
| 1987年2月      | 中國娃娃回想曲4                          | 光美文化事業                                 |
| 1987年10月     | 卿卿呢語                                 | 飛碟唱片                                     |
| 1988年4月      | 〈舊歡如夢〉名曲系列1：神秘女郎          | 飛碟唱片                                     |
| 1988年7月錄製  | 〈舊歡如夢〉名曲系列2                    | 飛碟唱片未發行                               |
| 1988年10月     | 夢中夢                                   | 譚健常音樂工作室製作，飛碟唱片               |
| 1989年7月      | 東方女孩                                 | 譚健常音樂工作室製作，飛碟唱片               |
| 1989年12月     | 說出來誰會相信                           | 譚健常音樂工作室製作，飛碟唱片               |
| 1990年9月      | 是雨還是你                               | 中國娃娃音樂工作室製作，飛碟唱片             |
| 1991年4月      | 真的讓我愛你嗎                           | 中國娃娃音樂工作室製作，飛碟唱片             |
| 1991年8月      | 什麼都不留                               | 飛碟唱片                                     |
| 1992年1月      | 秋涼如我心                               | 中國娃娃音樂工作室製作，飛碟唱片             |
| 1992年4月      | 別再傷心了好嗎                           | 中國娃娃音樂工作室製作，飛碟唱片             |
| 1993年4月      | 半點東方心                               | 飛碟唱片                                     |
| 1993年10月     | 相愛容易相處難                           | 中國娃娃音樂工作室製作，飛碟唱片             |
| 1993年12月     | 我的絲竹傳奇：寄情二胡                   | 飛碟唱片                                     |
| 1994年7月      | 15周年紀念精選                           | 中國娃娃音樂工作室製作，飛碟唱片             |
| 1994年9月      | 緣份                                     | 中國娃娃音樂工作室製作，福茂唱片             |
| 1995年1月      | 蔡幸娟香江國語精選集                     | 新藝寶唱片                                   |
| 1995年5月      | 台語新歌12首：姐妹                       | 中國娃娃音樂工作室製作，福茂唱片             |
| 1996年2月      | 幸娟1996情歌選：年年有餘                 | 中國娃娃音樂工作室製作，福茂唱片             |
| 1996年11月     | 為愛嘆惜                                 | 臺灣藝能動音有限公司出品，博德曼股份有限公司 |
| 1997年9月      | 再見。蔚藍海岸                           | 臺灣藝能動音出品，博德曼                     |
| 2000年         | 藏愛經典                                 |                                              |
| 2001年1月      | 蔡幸娟1980～1994完美精選：永遠的中國娃娃 | 華納國際音樂                                 |
| 2003年7月      | 絕版情歌：真情                           | 華納國際音樂                                 |
| 2004年1月9日   | 絕版情歌：臺灣歌聲：快樂的出帆           | 華博音樂出品，華納國際音樂                   |
| 2004年5月30日  | 媽媽情歌：轉一圈                         | 華博音樂出品，華納國際音樂                   |
| 2009年11月     | 幸福遇見                                 | 華納唱片                                     |
| 2011年7月21日  | 中國娃娃回想曲（Hq版）                   | New Century Workshop                         |

## 廣告作品
- 郭元益食品「郭元益喜餅」（1986年6月，臺灣電視廣告，「待嫁女兒心」篇）
- 統一企業「統一蜜詩桃」（臺灣電視廣告）
- 嘉聯實業「白人牙膏」（2002年9月，臺灣電視廣告）
- 「美麗一生洗髮精」（2002年，中國大陸電視廣告）
- 生寶生物科技「生寶臍帶血銀行」（2004年5月，臺灣電視廣告）
- 佳格食品「桂格幸福養身素」（2006年，臺灣電視廣告）

## 主持作品
| 播出日期          | 播出頻道   | 節目名稱       | 備註         |
| ----------------- | ---------- | -------------- | ------------ |
|                   | MUCH TV    | 《南都夜曲》   |              |
| 2005年5月至2008年 | 八大第一台 | 《臺灣望春風》 | 與鄭進一主持 |
| 2008年8月至2009年 | 八大第一台 | 《我愛桃花鄉》 | 與澎恰恰主持 |

## 電影作品
| 年份   | 片名         | 飾演 |
| ------ | ------------ | ---- |
| 1982年 | 《男女合班》 | 幸娟 |

## 獎項

### 金曲獎
| 年份   | 獲提名             | 獎項                              | 結果 |
| ------ | ------------------ | --------------------------------- | ---- |
| 1990年 | 〈說出來誰會相信〉 | 第1屆金曲獎最佳女演唱人獎         | 提名 |
| 1991年 | 《是雨還是你》     | 第3屆金曲獎最佳国语歌曲女演唱人獎 | 提名 |

### 金馬獎
| 年份   | 獲提名               | 獎項               | 結果 |
| ------ | -------------------- | ------------------ | ---- |
| 1986年 | 《唐山過台灣》史擷詠 | 金馬獎最佳电影插曲 | 獲獎 |

### 金鐘獎
| 年份   | 獲提名         | 獎項                               | 結果 |
| ------ | -------------- | ---------------------------------- | ---- |
| 2003年 | 《南都夜曲》   | 第38屆金鐘獎歌唱音樂綜藝節目獎     | 提名 |
| 2005年 | 《台湾望春风》 | 第40屆金鐘獎歌唱音樂節目獎         | 提名 |
| 2005年 | 《台湾望春风》 | 第40屆金鐘獎歌唱音樂節目主持人獎   | 提名 |
| 2006年 | 《台湾望春风》 | 第41屆金鐘獎歌唱綜藝節目獎         | 獲獎 |
| 2006年 | 《台湾望春风》 | 第41屆金鐘獎歌唱綜藝類最佳主持人獎 | 提名 |
| 2007年 | 《台湾望春风》 | 第42屆金鐘獎歌唱綜藝節目獎         | 獲獎 |
| 2008年 | 《台湾望春风》 | 第43屆金鐘獎歌唱綜藝節目獎         | 獲獎 |
| 2008年 | 《台湾望春风》 | 第43屆金鐘獎歌唱節目主持人獎       | 提名 |

## 外部連結
- 蔡幸娟中國娃娃歡樂營的Facebook專頁
- 蔡幸娟環球音樂獎 年度紀事 國際資料

- Popular Award Records:  Delphine Tsai /Universal Music Award/  International Song Contest/

［https://universalsongcontest.wordpress.com/2016/03/01/delphine-tsai/Delphine Tsai ］ 
- Dallas 2015 /“This Love Is Endless” was third in XLI(UMA)蔡幸娟環球音樂獎/國際歌曲/2015/  年度第三名/“This Love Is Endless”［https://universalsongcontest.wordpress.com/2015/06/01/delphine-tsai-caixing-juan/ （页面存档备份，存于） Delphine Tsai (Caixing Juan)］

- ….  Delphine Tsai / “Shui chang liu” was finalist in XL Universal Music Award- Paris 2014.  蔡幸娟環球音樂獎 / 國際歌曲/2014/決賽入選“Shui chang liu”水長流  ［https://universalsongcontest.wordpress.com/2016/03/01/delphine-tsai/ （页面存档备份，存于） Delphine Tsai ］

- 國台語歌詞-英譯鑑賞Delphine Tsai Lyrics In English

［https://lyricstranslate.com/en/delphine-choi-%E8%94%A1%E5%B9%B8%E5%A8%9F-lyrics.html （页面存档备份，存于） /Delphine Tsai Lyrics ］